# Bhilai
Bhilai (en hindi: भिलाई ) es una ciudad de la India en el distrito de Durg, estado de Chhattisgarh. Su principal economía gira alrededor de la planta local de acero.

## Geografía
Se encuentra a una altitud de 300 m s. n. m. a 34 km de la capital estatal, Raipur, en la zona horaria UTC +5:30.

## Demografía
Según estimación 2012 contaba con una población de 823 140 habitantes.